# Damero (pasatiempo)
El damero o citero  es un pasatiempo gráfico que consiste en formar una cita utilizando letras extraídas de unas palabras que el participante debe adivinar. Las palabras responden a unas definiciones dadas y sus letras se trasladan a la plantilla según la posición indicada en cada una. Cada palabra se identifica con una letra mayúscula que figura en sus correspondientes casillas del damero. De este modo, cada casilla del damero tiene dos referencias:
- un número en orden correlativo.
- una letra que señala la palabra de donde procede la letra.

Las iniciales de las palabras pueden formar un acróstico con el nombre del autor de la cita, lo que proporciona una pista adicional para su resolución.

## Técnica
La técnica para resolver el damero consiste en identificar el mayor número de palabras posibles y trasladarlas a la plantilla. Posteriormente, por deducción se hallarán algunas letras de la frase incompleta y se trasladarán a sus palabras para facilitar la resolución del resto. Estas se trasladarán de nuevo a la cuadrícula y así sucesivamente.

## Damero silábico
Consiste en una variante del damero en la que la cita se traslada por sílabas, siendo de menor dificultad.

## Historia
La actriz Conchita Montes, tras viajar a Hollywood con Jardiel Poncela en 1941, importó el formato denominado Damero y lo adaptó en su llamado Damero maldito, que publicó en la revista de humor La Codorniz y en sus últimos años en El País.